# Mezinárodní letiště Ontario
Mezinárodní letiště Ontario (IATA: ONT, ICAO: KONT, FAA LID: ONT), anglicky Ontario International Airport, je mezinárodní letiště v kalifornském Ontariu, 3 km východně od Ontaria a 60 km na východ od Los Angeles.

## Aerolinie a destinace
(Aktualizováno 18. května 2024.)
| Letecká společnost  | Destinace | Destinace |
| ------------------- | --------- | --- |
| Alaska Airlines     | USA       | Portland · Seattle |
| American Airlines   | USA       | Dallas/Fort Worth · Charlotte · Phoenix |
| Avianca El Salvador | Salvador  | San Salvador |
| China Airlines      | Tchaj-wan | Tchaj-pej |
| Delta               | USA       | Atlanta · Salt Lake City · Seattle |
| Frontier Airlines   | USA       | Denver · El Paso · Houston · Las Vegas · Portland · Sacramento (od 11. července 2024) · Salt Lake City · San Francisco, Seattle \| sezónně: Dallas/Fort Worth · Phoenix |
| Hawaiian Airlines   | USA       | Honolulu |
| JetBlue             | USA       | New York-JFK (do 26. října 2024) |
| Southwest Airlines  | USA       | Austin · Chicago-Midway · Dallas-Love · Denver · Houston-Hobby · Las Vegas · Nashville · Oakland · Phoenix · Portland · Sacramento · San Jose                           |
| United Airlines     | USA       | Denver · Houston · San Francisco |
| Volaris             | Mexiko    | Guadalajara |